# ガルガーオン
ガルガーオン（Garhgaon）は、インドのアッサム州、シヴァサーガル県の都市。

## 歴史
1540年、アーホーム王国の首都として建設された。
1662年、ベンガル太守ミール・ジュムラーによって占領された。
1752年、首都はガルガーオンからジョールハートに遷都された。